# 미국의 교통 법규
미국에서의 운전의 경우, 각 주와 준주는 자체적인 도로교통법 또는 도로 규칙을 가지고 있다. 비록 모든 주가 서로의 면허 소지 운전자에게 상호 운전 특권(및 벌칙)을 부여한다는 점에서 통일성을 위해 대부분의 도로 규칙은 유사하다. 또한 비영리 민간 단체가 회원들의 의견을 바탕으로 제안한 "통일 차량법(Uniform Vehicle Code)"도 있다. 통일 차량법은 어떤 주에서도 전적으로 채택되지 않았다. 일반적으로 통일법과 마찬가지로 일부 주는 선택된 조항을 원문 그대로 또는 수정하여 채택했으며, 다른 주는 동일한 주제에 대해 자체적인 sui generis 법규를 만들었다. 1966년 연방 고속도로 안전법(Highway Safety Act)에 따라, 모든 주와 준주는 미국 교통부의 Manual on Uniform Traffic Control Devices를 기반으로 대다수의 교통표지, 신호등, 도로표시에 대해 실질적으로 유사한 기준을 채택했다. 많은 표준 도로 규칙은 정지 신호에 접근할 때 무엇을 해야 하는지, 또는 도로의 double yellow line이 부과하는 운전 요건과 같은 표준 표지, 신호 및 표식의 일관된 해석을 포함한다. 여러 연방 기관 또한 국립 공원 및 군사 기지와 같은 자체 시설물 내에서 자체 법을 시행하기 위해 자체 교통법을 개발했다.

## 표준 규칙
| 주별 규칙 - 코네티컷주 |

일부 표준 도로 규칙 목록:
- 도로 진입 및 진출.
- 다양한 조건에서 표시된 교차로 및 표시되지 않은 교차로에서의 우선 통행권.
- 교통표지(특히 경고, 우선, 금지 표지) 관찰 및 해석
- 추월이 허용되는 경우 다른 차량을 추월할 때를 제외하고 우측(또는 좌측)으로 주행.
- 진행 방향 및 회전(일방통행, 진입 금지, 유턴 금지 등)
- 속도, 높이, 폭 및 중량 제한.
- 자전거 및 보행자 우선권.
- 특수 차량(긴급, 장례, 스쿨버스)에 양보.
- 차량 조명 및 신호.
- 충돌이 발생한 경우 정지.

2018년 7월 1일부터 발효된 조지아주의 새로운 법은 운전 중 운전자가 휴대 전화 또는 모든 전자 장치를 손에 쥐는 것을 금지한다.
교통은 우측 통행 패턴으로 알려진 우측으로 주행해야 한다. 예외는 미국령 버진아일랜드로, 이곳에서는 사람들이 좌측으로 운전한다.
미국 대부분의 주에서는 통제되지 않는 교차로에서 priority to the right를 시행하여 운전자들이 우측 차량에 양보해야 한다.
미국 교통 규칙과 외국 교통 규칙 간의 가장 중요한 두 가지 차이점은 다음과 같다.
- 교차로에서 완전 표지된 의무적인 4방향 정지 표지의 매우 광범위한 사용 (다른 국가에서와 같은 2방향 정지, 양보 또는 원형 교차로 대신)으로 첫 번째 차량에 우선권 부여 (두 대가 정확히 동시에 도착하면 우측 차량에 우선권 부여)
- 신호등은 일반적으로 교차로 전이 아니라 접근하는 교통 흐름에서 멀리 떨어진 교차로 뒤쪽에 위치한다.[4]

### 속도 제한

최대 미국의 속도 제한은 관할 구역에 따라 55mph에서 85mph까지 다양하다.

속도 제한은 각 주 또는 준주, 그리고 카운티 또는 지자체가 해당 관할 구역 내 도로에 설정한다. 시골 2차선 도로의 최고 속도 제한은 북동부 일부 지역의 50 mph (80 km/h)에서 텍사스주 일부 지역의 75 mph (120 km/h)까지 다양하다. 시골 주간고속도로 및 기타 고속도로의 경우, 속도 제한은 하와이의 60 mph (96 km/h)에서 텍사스주 일부 지역의 85 mph (136 km/h)까지 다양하다. 미국 내 모든 도로에는 속도 제한이 있지만 항상 게시되는 것은 아니다(특히 시골 지역).

### 차선 유지 및 추월
일반적으로 "passing"이라고 불리는 추월은 4차선 이상의 모든 도로와 충분한 시야 거리가 확보된 대부분의 2차선 도로에서 합법이다. 2차선 도로에서는 추월하려는 차량이 좌회전을 준비하는 경우를 제외하고 추월하려는 차량의 왼쪽으로 추월해야 하며, 이 경우 해당 차량은 오른쪽으로 추월해야 한다. 왼쪽으로 추월한다는 것은 추월하는 차량이 반대 차선으로 진입해야 한다는 것을 의미한다. 이는 점선 중앙선(양방향 추월이 합법임을 나타냄) 또는 실선과 점선이 함께 있는 선(점선에 인접한 교통 흐름에만 추월이 합법임을 나타냄)으로 지정된 합법적인 추월 구역에서만 수행해야 한다. 이중 실선 노란색 선은 양방향 추월이 불법임을 나타낸다. 일부 주에서는 안전하다면 실선 노란색 선이 있는 경우에도 차량을 추월하는 것이 불법이 아니다. 예를 들어, 버몬트주 주법은 반대편에 교통이 없을 때 이중 노란색 선을 가로질러 추월하는 것을 허용한다. 그러나 신속하게 추월하고 적절한 차선으로 돌아와야 한다. 그러나 이것은 대부분의 주에서 회전할 때 또는 도로에 보행자, 자전거 또는 기타 장애물이 있어 필요한 경우를 제외하고 이중 노란색 선을 건너는 것을 금지하고 있으므로 이례적이다. 실선 노란색 선을 가로질러 다른 차량을 추월하는 것은 대부분의 주에서 일반적으로 심각한 교통 위반으로 간주된다.
4차선 이상 도로(분리 도로 포함)에서는 조작이 안전하게 완료될 수 있는 한 느린 차량의 왼쪽 또는 오른쪽으로 추월할 수 있다. 그러나 대부분의 주에서는 통과 교통 흐름이 추월할 때를 제외하고는 오른쪽을 유지하도록 권장하거나 요구한다. Manual on Uniform Traffic Control Devices에는 "STAY RIGHT PASS LEFT" 및 "SLOWER TRAFFIC KEEP RIGHT" 표지판을 포함하여 운전자에게 적절한 차선 유지 규율을 알리는 여러 표지판 표준이 포함되어 있다.

### 안전벨트 착용
49개 주, 컬럼비아 특별구 및 5개 유인 영토는 적어도 앞좌석의 모든 탑승자가 안전벨트를 착용하도록 요구하는 법률을 통과시켰다. 뉴햄프셔는 성인(18세 미만은 모두 안전벨트를 착용해야 함)에게 이러한 요구 사항이 없는 유일한 주이다. 일부 주에서는 뒷좌석 탑승자도 안전벨트를 착용하도록 요구한다. 24개 주에서는 안전벨트 법규가 2차 위반으로 간주되어, 경찰관이 운전자가 다른 이유로 정지된 경우에만 안전벨트 법규 위반으로 벌금을 부과할 수 있다. 안전벨트 법규의 효과는 전국적으로 상당히 다양하여, 일부 지역은 95% 이상의 착용률을 보이는 반면 다른 지역은 40% 미만의 착용률을 보인다.

### 도로 표지판
미국에서 도로 표지판은 대부분 연방 규정, 특히 Manual on Uniform Traffic Control Devices (MUTCD) 및 그 부속서인 Standard Highway Signs (SHS)에 의해 표준화되어 있다. Federal Highway Administration이 고속도로 안전법에 따라 공표한 연방 규정에 따라, 주들은 MUTCD와 "실질적으로 일치"해야 한다. 이 표준은 주들이 MUTCD를 정확히 준수하도록 요구하지 않으며, 도로 표지판 및 표식의 특정 사소한 측면에서 어느 정도의 지역적 차이를 허용한다.

## 통일 차량법
통일 차량법(UVC)은 민간 비영리 단체인 Uniform Traffic Laws and Ordinances에 관한 전국 위원회의 model act이다. 대부분의 회원사는 일부 관련 조직 외에 주정부이다. 이 법규가 사용되는 정도는 각 주, 준주 및 아메리카 원주민 부족에 따라 다르다. 마지막으로 업데이트된 것은 2000년이다.
UVC는 광범위하게 영향력이 있었지만, 사실상 모든 미국 관할 구역은 UVC의 다양한 조항을 제정하는 과정에서 광범위하게 재배열하고, 다시 번호 매기고, 다시 작성했다. 그 결과로 나타나는 복잡성의 한 가지 예는 1979년에 NCUTLO가 UVC 챕터 11, 도로 규칙의 각 조항에 대한 주별 모든 변형을 설명하는 데에만 262페이지가 필요했다는 점이다.
2000년 판이 출시된 지 얼마 지나지 않아, "자금 부족으로 NCUTLO는 활동을 중단했다. 주요 문제는 인터넷이 이전에 위원회로부터 연간 회원 가입 비용을 내고서야 쉽게 얻을 수 있었던 많은 정보를 무료로 제공했기 때문이다." 이후 운영을 중단했다. NCUTLO가 없는 상황에서 NCUTCD(NCUTLO의 Manual on Uniform Traffic Control Devices 개발 파트너)는 최신 UVC 판의 잠재적으로 오래된 부분을 검토하고 업데이트된 언어를 제안하기 위한 태스크 포스를 임명했다. 마지막 업데이트는 2015년에 발표되었다.

## 국제 표준
미국은 1949년 9월 19일에 도로 교통에 관한 제네바 협약의 원 서명국 중 하나였으며, 이 협약은 1950년 8월 30일 미국에서 발효되었다. 그러나 미국은 도로 교통에 관한 비엔나 협약과 같은 후속 조약을 서명하거나 비준하지 않았다.

## 같이 보기
- 미국에서의 운전